# František Pecháček (komunální politik)
František Pecháček (31. března 1815 Praha – 4. srpna 1888 Plzeň) byl český mlynář a podnikatel, dlouholetý purkmistr města Plzně.

## Život

### Mládí
Narodil se jako nejstarší dítě v rodině Jana Pecháčka a jeho ženy Marie, rozené Šubrtové, ve Vávrových mlýnech v Praze. Záhy se rodina přesunula do Plzně, kde začal Jan Pecháček provozovat Kalikovský mlýn u Mže na okraji města. Základní a střední vzdělání získal František v Plzni, dále studoval techniku ve Vídni, ale nedokončil ji, neboť se musel vrátit do Plzně a převzít rodinné hospodářství. 22. listopadu 1847 zde se oženil s o deset let mladší Annou Böhmovou.
Pecháček byl nadšeným vlastencem, počínaje revolučními událostmi roku 1848 se zapojil do veřejného života. Byl zvolen do městského zastupitelstva a roku 1860 se stal členem městské rady. František Palacký a František Ladislav Rieger Pecháčka nominovali na poslanecký mandát při prvních volbách do Českého zemského sněmu, úřad však nakonec obsadil na německý kulturní vliv orientovaný František Pankrác.

### Purkmistr
V roce 1873 dolehla na Rakousko-Uhersko hospodářská krize. 26. června pak po skandálu s nákupem nemovitostí rezignoval plzeňský purkmistr Emanuel Tuschner. František Pecháček se v nelehké době města dokázal politicky prosadit a 30. dubna 1874 byl oficiálně uveden do funkce purkmistra královského města Plzeň. 7. září 1874 přivítal František Pecháček v Plzni císaře Františka Josefa I. na jeho vůbec třetí návštěvě města.
Za jeho působení se ve městě zdárně rozvíjel strojírenský průmysl (Škodovy závody atd.), rostla nová městská zástavba a město zažívalo svůj rozkvět. Pecháček dále zastával pozice v různých spolcích a organizacích, často vlasteneckého duchu: byl starostou a čestným členem Měšťanské besedy, Řemeslnické besedy, Slovanské lípy, čestným členem c. k. priv. ostrostřeleckého pluku v Plzni nebo předsedou výboru městské spořitelny.
Roku 1885 byl jmenován čestným občanem města a vyznamenán Rytířským křížem Františka Josefa. Na jeho počest byly nově vzniklé sady v severní části města pojmenovány podle něj, Pecháčkovy sady.

### Úmrtí
Zemřel ve výkonu úřadu 3. listopadu 1888 a byl pochován na plzeňském Mikulášském hřbitově. 
Oženil se 22. listopadu 1847 s Annou Böhmovou (1825–1900). Z manželství vzešly čtyři děti. Dva ze synů pracovali pak jako sládci, jeden se dospělosti nedožil. Po pádu komunistického režimu v roce 1989 byla po Františku Pecháčkovi pojmenována též jedna z ulic na sídlišti Skvrňany.